# Ладієв Ростислав Якович
Ростислав Якович Ладієв (16 грудня 1914, Бірзула — 29 вересня 1977) — український вчений в галузі автоматизації хімічних виробництв, доктор технічних наук, професор.

## Біографія
Народився 16 грудня 1914 року у сучасному Подільску. У 1939 році з відзнакою закінчик Київський політехнічний інститут за спеціальністю інженера-механіка з процесів, апаратів та машин хімічних виробництв.
Брав участь у радянсько-фінській і німецько-радянській війнах. Після повернення сталіністів до Києва працюв інженером-механіком, а з 1946 року в КПІ працюв на кафедрі машин та апаратів хімічних виробництв спочатку лаборантом, потім асистентом. В 1953 році захистив кандидатську дисертацію.
В 1957 році перейшов в Київський інститут автоматики, де очолив лабораторію автоматизації хімічних виробництв, продовжуючи за сумісництвом викладати в КПІ.  З 1964 по 1977 рік очолював кафедру автоматизації хімічних виробництв Київського політехнічного інституту. В 1973 році захистив докторську дисертацію і того ж року здобув звання професора.

Могила Ростислава Ладієва

Помер 29 вересня 1977 року. Похований в Києві на Байковому кладовищі (ділянка № 33).

## Праці
Співавтор книг:
- «Машини та апарати хімічної промисловості (основи теорії та розрахунки), 1959;
- «Машини та апарати хімічної промисловості» (підручник для технікумів), 1963.